# ディンゴフェンス

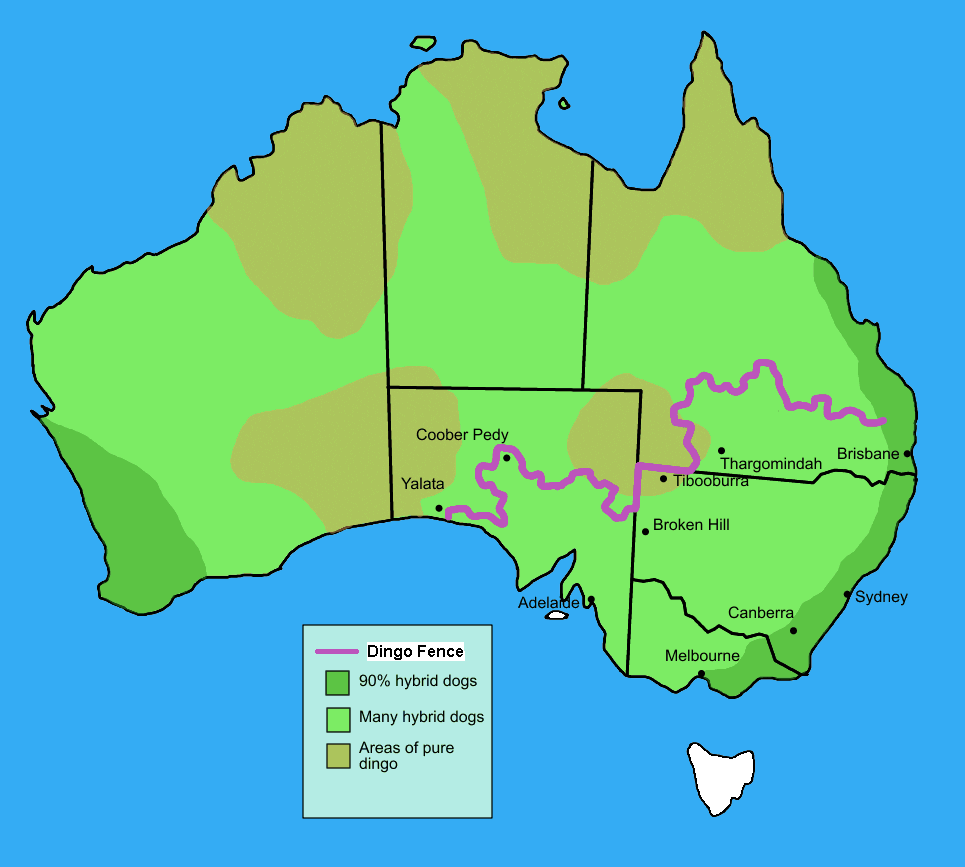
ディンゴフェンスの位置（紫部分）

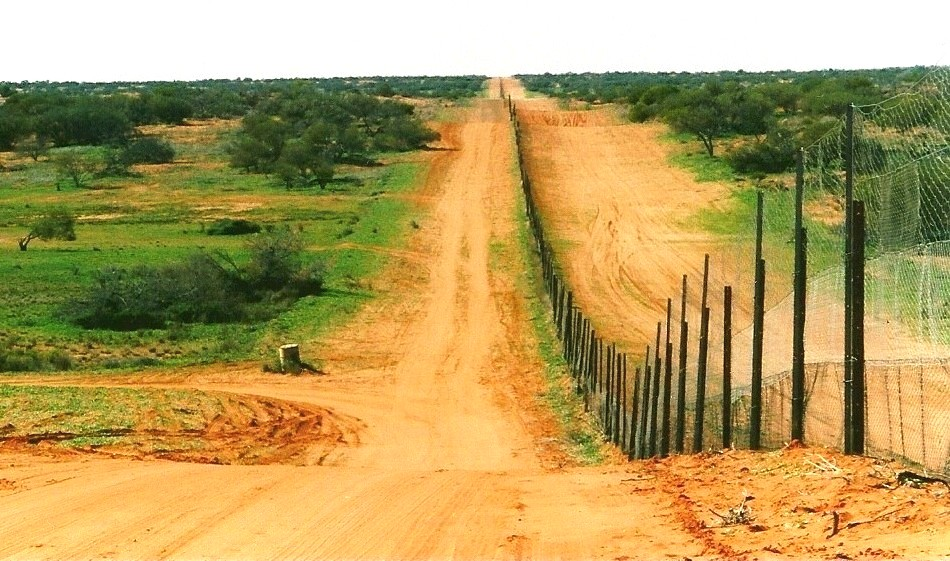
緯度29度付近にあるディンゴフェンス。 フェンスの右はスタート自然公園で、雨上がりのキャメロンコーナーから東に臨む。

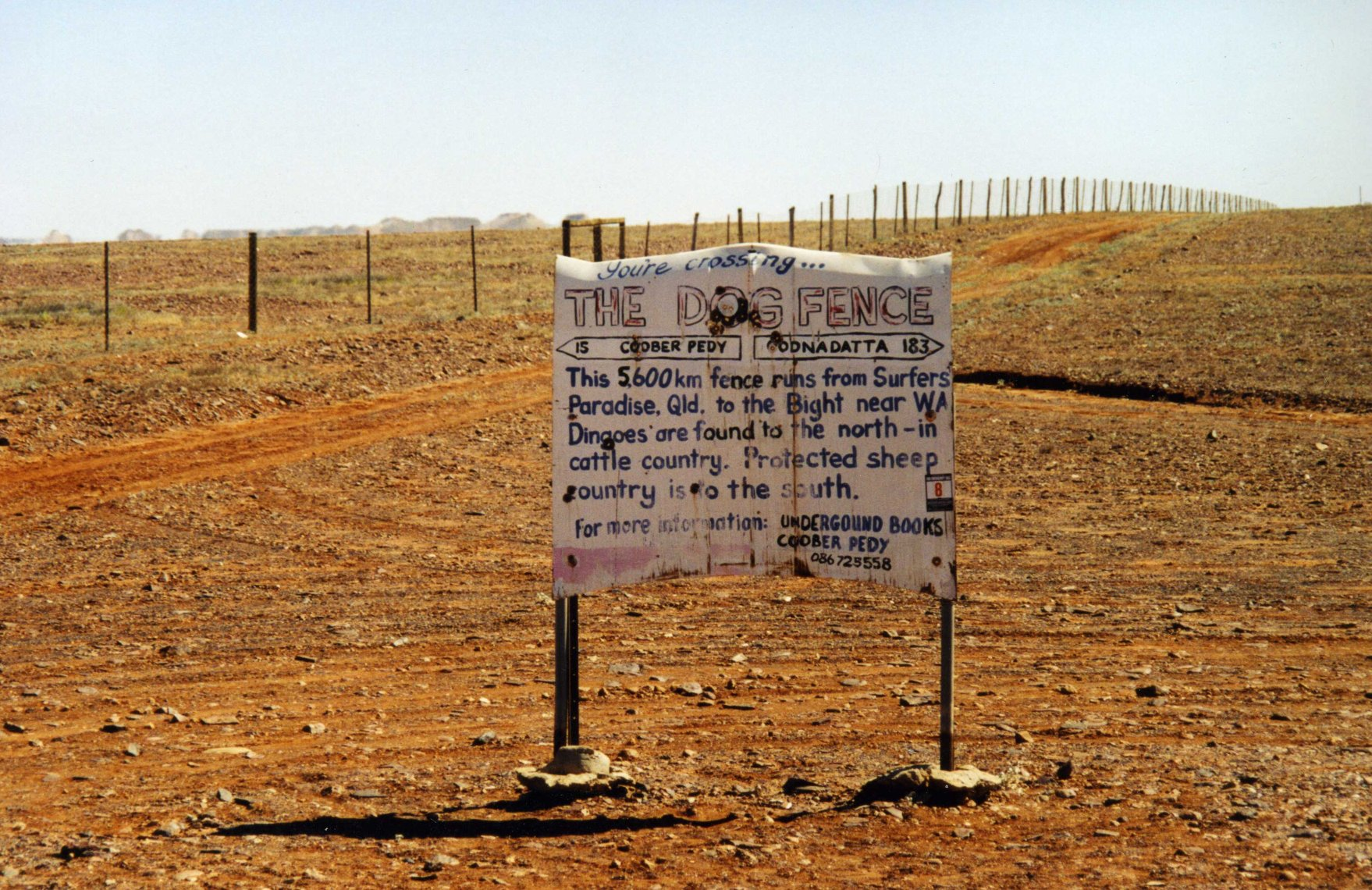
クーバーペディ周辺のディンゴフェンスの一部

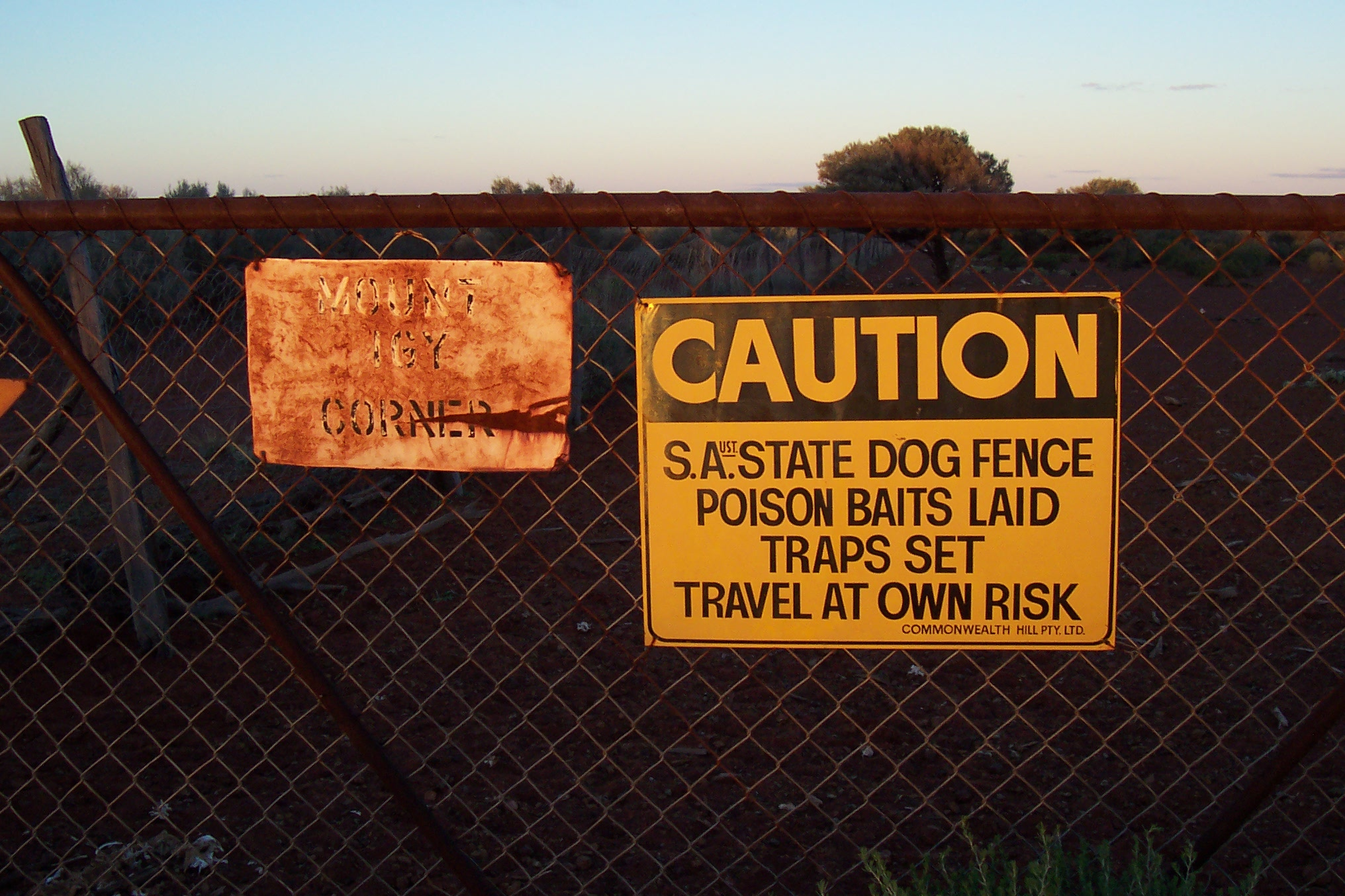
クーバーペディ、SW、イーグコーナーにあるディンゴフェンス

ディンゴフェンス（Dingo Fence）またはドッグフェンス（Dog Fence）は、オーストラリアにて1880年代に建設され、1885年に完成した害獣排除柵で、ディンゴから肥沃な大陸南東部（ディンゴがほとんど駆除された地域）や羊牧の多いクイーンズランド州南部を守っている。世界的に見ても非常に長い建築物の1つに数えられ、2016年現在、柵としては世界最長である。ダンビー付近のダーリンダウンズにあるジンバールから5614キロメートル伸びており、ヌールバール平野の崖の上にあるエイル半島の西にある数千キロメートルの乾燥した地域を通る。現在もディンゴは南部の州の一部で見つかっているものの、排除は部分的に成功している。柵は捕食による羊の損失を減らすのに役立っているが、ディンゴの子供が通過する1990年代のフェンスの穴とウサギやカンガルーとの牧草争いの増加が損失の主な要因として台頭しつつある。

## 地理
柵の2500kmにあたるクイーンズランド州に含まれる部分は、グレートバリアフェンスまたはワイルドドッグバリアフェンス11としても知られている。柵は Department of Natural Resources and Waterによって管理されている。ワイルド・ドッグ・バリア・フェンスのスタッフは23人で構成されており、300km毎に区分けした各柵を週に1回巡察する2人のチームを含む。本部はQuilpieとRomaにある。
クイーンズランド州境フェンスは、ニューサウスウェールズ州との州境沿いにシュトレーゼッハ砂漠まで394キロ西に伸びている。柵は、クイーンズランド州、ニューサウスウェールズ州、南オーストラリア州の3州の州境が集まる点（キャメロンコーナー）を通過する。ここで、フェンスはニューサウスウェールズ州との国境に沿って南に257km南に走っている南オーストラリア州境フェンスと繋がる。その後、南オーストラリア州のドッグフェンスと呼ばれる2225kmの区間と合流する。

## 物理設計
柵の構造は様々である。主に高さ180cmのワイヤメッシュで作られているが、南オーストラリアではマルチストランドを用いた電気柵を構成している区間も存在する。両側のフェンスラインは明確に幅5mと定められている。柵で保護されているオーストラリアの羊や牛の牧場は驚くほど広大である。規模は様々だが、一部の牧場は欧州の小国よりも大きい。柵が完成する以前は南オーストラリアの1つの牧場だけでディンゴの襲撃によって年間11000頭以上の羊が失われた。 1991年のような最近においても、年に3000匹の羊を失う牧場が存在する。羊農家は毒や銃を使って戦い、最終的には世界最長の柵を建設した。毒餌の空中散布は今日も行われている。
ディンゴフェンスの一部は、交互に取り付けられた赤と白の86mmの冷陰極蛍光管によって夜間に点灯する。これらは、日中に太陽光電池によって充電される長寿命電池によって動く 。生活道路と牧場の交差点では門の仕組みによって車両が柵を通過できる。 フェンスが幹線道路および高速道路と交差する場所では、家畜脱出防止溝が車両通過のために使われる。

## 歴史

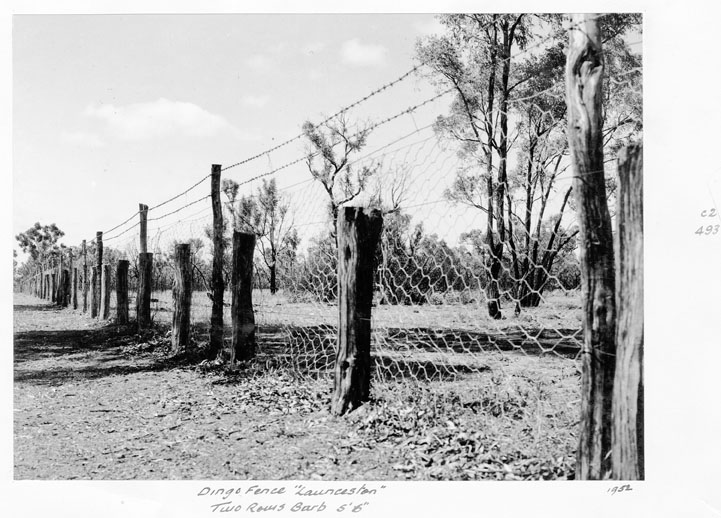
ディンゴフェンスの一部、1952年、クイーンズランド州にて

オーストラリアにおける最も初期の害獣排除柵は、小さな農作物を有袋類による捕食から保護するために作られた。 1860年代、1870年代に導入されたウサギの群れはオーストラリア南部に急速に広まり、1884年までにはウサギの防護柵が建設された。ウサギの締め出しに失敗した一方、ブタ、カンガルー、エミュー、ブランビーの締め出しには成功し、多くの羊農家が設立されたため、ディンゴ対策の防壁に対する関心が高まり公的投資額が増え、柵は拡張された。1930年には、クイーンズランド州だけで推定32000kmの対ディンゴ用の柵がウサギ用の柵の上に築かれた。1948年以前、「Dingo Barrier Fence Scheme」という構想は毎年のメンテナンスと修理が行われた州全体のプロジェクトとして達成されていなかった。しかし以後、防護壁による排除という方法からディンゴと野生の犬の交配種を完全に消滅させることへの挑戦が推し進められた。ディンゴを殺鼠剤1080（モノフルオロ酢酸ナトリウム）餌で中毒死させる方法はフェンスの維持よりはるかに安価な方法と考えられている。毒の継続的な使用を条件に以前の長さからフェンスの8000 km以上の短縮が行われた。

## 環境への影響

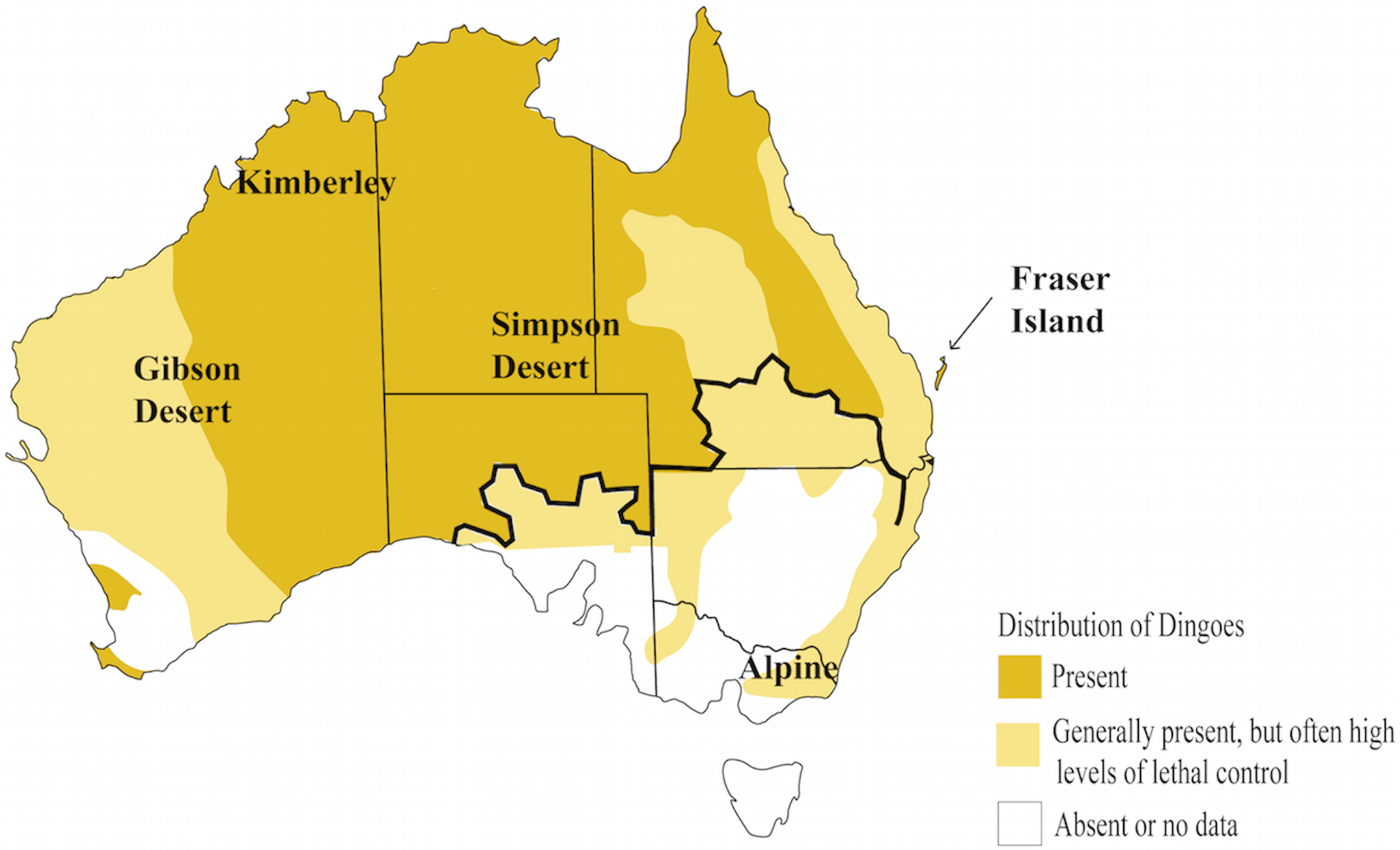
オーストラリアのディンゴの分布図。黒線はディンゴフェンス（Flemingら、2001の研究後）

柵の北西側のディンゴが存在する地域においてはカンガルーとエミューが少なく、ディンゴがそれらの個体群を減少させたことを示唆している。柵内のカンガルーの群れの大規模化はディンゴによる捕食がなかったことによるものとされ、牧草競争はディンゴによる捕食を許した場合よりも羊の生存率を低下させることが示唆されている。
アボリジニによって4600年から18300年前にオーストラリアに導入されたと考えられている。オーストラリアの在来種または導入種としてのディンゴの地位については論争がある。UNSWの生態系科学センターのMike Letnic博士によれば、オーストラリアの生態系の頂点に座する者としてのディンゴは自然のバランスを維持する上で重要な役割を果たしており、再導入されたまたは既存のディンゴの数はオーストラリアの2万平方キロメートルにおいて生物を多様化させえた（Avolia, 2009）。Letnic博士は、ディンゴが駆除された地域において導入されたアカキツネや草食動物の豊富さを発見した一方、小型の原生哺乳類や植物は失われた。 2011年、スチュアートのリベラルMP（Dan van Holst Pellekaan）は、ディンゴに200ドルの賞金を掛けた。
フェンスは捕食者による羊の損失の減少に貢献している一方、ディンゴの排除によりウサギ、カンガルー、エミューとの牧草競争を促進している一面もある。羊は増え続ける野犬によっても失われている。
今日、荒野のラクダがフェンスのセクションを壊すという事態がオーストラリア南部で急速に増加している。また、フェンスをより大きく通電のものに再構築する計画が進行している。